# 22. Oscar-gála
Az 22. Oscar-gálát, a Filmakadémia díjátadóját 1950. március 23-án tartották meg. A Filmakadémia bejelentette hogy ezentúl számozott Oscar szobrot ad ki, és bár sokkal többet adott már korábban, ötszáznál kezdődött a számozás.
A díjátadóról az akkor még színész Ronald Reagan közvetített a rádióban, aztán a színpadon egy speciális Oscart is átnyújtott Jean Herholtnak, a Filmakadémia elnökének. Olivia de Havilland másodszor kapta meg a női főszereplő díját, Fred Astaire különdíjban részesült, Vittorio De Sica filmje, a Biciklitolvajok pedig a legjobb idegen nyelvű filmnek járó speciális Oscart kapta.

## Kategóriák és jelöltek
Nyertesek félkövérrel jelölve

### Legjobb film
- A király összes embere (All the King’s Men) – Rossen, Columbia – Robert Rossen
  - Csatatér (Battleground) – Metro-Goldwyn-Mayer – Dore Schary
  - A Letter to Three Wives – 20th Century-Fox – Sol C. Siegel
  - The Heiress – Paramount – William Wyler
  - Szárnyaló bátorság (Twelve O’Clock High) – 20th Century-Fox – Darryl F. Zanuck

### Legjobb színész
- Broderick Crawford – A király összes embere (All the King’s Men)
  - Kirk Douglas       – Champion
  - Gregory Peck       – Szárnyaló bátorság (Twelve O’Clock High)
  - Richard Todd       – Tüske a szívben (The Hasty Heart)[3]
  - John Wayne         – Iwo Jima fövenye (Sands of Iwo Jima)

### Legjobb színésznő
- Olivia de Havilland – The Heiress
  - Jeanne Crain    – Pinky
  - Susan Hayward        – My Foolish Heart
  - Deborah Kerr     – Edward, My Son
  - Loretta Young      – Come to the Stable

### Legjobb férfi mellékszereplő
- Dean Jagger – Szárnyaló bátorság (Twelve O’Clock High)
  - John Ireland – A király összes embere (All the King’s Men)
  - Arthur Kennedy – Champion
  - Ralph Richardson – The Heiress
  - James Whitmore – Csatatér (Battleground)

### Legjobb női mellékszereplő
- Mercedes McCambridge – A király összes embere (All the King’s Men)
  - Ethel Barrymore – Pinky
  - Celeste Holm – Come to the Stable
  - Elsa Lanchester – Come to the Stable
  - Ethel Waters – Pinky

### Legjobb rendező
- Joseph L. Mankiewicz – A Letter to Three Wives
  - Carol Reed – Ledőlt bálvány (The Fallen Idol)
  - Robert Rossen – A király összes embere (All the King’s Men)
  - William A. Wellman – Csatatér (Battleground)
  - William Wyler – The Heiress

### Legjobb eredeti történet
- The Stratton Story – Douglas Morrow
  - Come to the Stable – Clare Boothe Luce
  - It Happens Every Spring – Valentine Davies, Shirley Smith
  - Iwo Jima fövenye (Sands of Iwo Jima) – Harry Brown
  - Fehér izzás (White Heat) – Virginia Kellogg

### Legjobb eredeti forgatókönyv
- Csatatér (Battleground) – Robert Pirosh
  - Jolson Sings Again – Sidney Buchman
  - Paisà – Alfred Hayes, Federico Fellini, Sergio Amidei, Marcello Pagliero, Roberto Rossellini
  - Passport To Pimlico[* 1] – T. E. B. Clarke
  - The Quiet One – Helen Levitt, Janice Loeb, Sidney Meyers

### Legjobb adaptált forgatókönyv
- A Letter to Three Wives – Joseph L. Mankiewicz forgatókönyve John Klempner: Letter to Five Wives című regénye alapján
  - A király összes embere (All the King’s Men) – Robert Rossen forgatókönyve Robert Penn Warren regénye alapján
  - Biciklitolvajok (Ladri di biciclette) – Cesare Zavattini forgatókönyve Luigi Bartolini regénye alapján
  - Champion – Carl Foreman forgatókönyve Ring Lardner elbeszélése alapján
  - Ledőlt bálvány (The Fallen Idol) – Graham Greene forgatókönyve a saját elbeszélése alapján: The Basement Room

### Legjobb operatőr
- Paul C. Vogel - Csatatér (Battleground) (ff)
  - Champion – Franz Planer
  - Come to the Stable – Joseph LaShelle
  - The Heiress – Leo Tover
  - Prince of Foxes – Leon Shamroy
- Winton Hoch - Sárga szalagot viselt (She Wore a Yellow Ribbon)[* 2] (színes)
  - Táncolj a Broadwayn! (The Barkleys of Broadway) – Harry Stradling Sr.
  - Jolson Sings Again – William Snyder
  - Kisasszonyok (Little Women) – Robert Planck és Charles Schoenbaum
  - Sand – Charles G. Clarke

### Látványtervezés és díszlet
Fekete-fehér filmek
- Harry Horner, John Meehan, Emile Kuri – The Heiress
  - Lyle Wheeler, Joseph C. Wright, Thomas Little, Paul S. Fox – Come to the Stable
  - Cedric Gibbons, Jack Martin Smith, Edwin B. Willis, Richard A. Pefferle – Madame Bovary

Színes filmek
- Cedric Gibbons, Paul Groesse, Edwin B. Willis, Jack D. Moore – Kisasszonyok (Little Women)
  - Edward Carrere, Lyle Reifsnider – Don Juan kalandjai (Adventures of Don Juan)
  - Jim Morahan, William Kellner, Michael Relph – Tánc a halott szerelmesekért (Saraband for Dead Lovers)

### Legjobb vágás
- Champion – Harry Gerstad
  - A király összes embere (All the King’s Men) – Robert Parrish, Al Clark
  - Csatatér (Battleground) – John Dunning
  - Iwo Jima fövenye (Sands of Iwo Jima) – Richard L. Van Enger
  - The Window – Frederic Knudtson

### Legjobb vizuális effektus
- Mighty Joe Young – Nem volt név szerinti jelölés
  - Tulsa – Nem volt név szerinti jelölés

### Legjobb idegen nyelvű film (különdíj)
- Biciklitolvajok (Ladri di biciclette) (Olaszország) – Mayer – Vittorio De Sica producer és rendező

### Legjobb eredeti filmzene

#### Filmzene drámai filmben vagy vígjátékban
- The Heiress – Aaron Copland
  - Beyond the Forest – Max Steiner
  - Champion – Dimitri Tiomkin

#### Filmzene musicalfimben
- Egy nap New Yorkban (On the Town) – Roger Edens és Lennie Hayton
  - Jolson Sings Again – Morris Stoloff és George Duning
  - Look for the Silver Lining – Ray Heindorf

## Statisztika

### Egynél több jelöléssel bíró filmek
- 8 : The Heiress
- 7 : A király összes embere (All the King’s Men), Come to the Stable
- 6 : Csatatér (Battleground), Champion
- 4 : Iwo Jima fövenye (Sands of Iwo Jima), Szárnyaló bátorság (Twelve O’Clock High)
- 3 : Jolson Sings Again, A Letter to Three Wives, Pinky
- 2 : Don Juan kalandjai (Adventures of Don Juan), Ledőlt bálvány (The Fallen Idol), Kisasszonyok (Little Women), My Foolish Heart, Prince of Foxes

### Egynél több díjjal bíró filmek
- 4 : The Heiress
- 3 : A király összes embere (All the King’s Men)
- 2 : Csatatér (Battleground), A Letter to Three Wives, Szárnyaló bátorság (Twelve O’Clock High)